# Oblys d'Abay

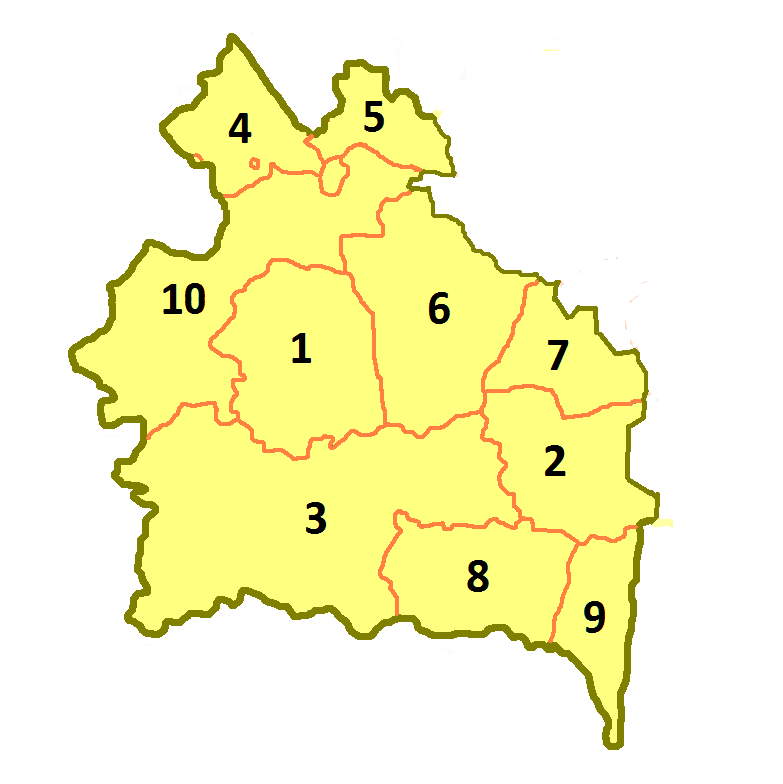
Les districts de l'Abay dans les contours de 2021 du Kazakhstan-Oriental

L'oblys d'Abay (en kazakh Абай облысы, Abai oblysy) est une province kazakhe située dans le nord-est du pays. Son centre administratif est la ville de Semeï. Elle est bordée par les oblys de Jetyssou au sud, de Pavlodar au nord-ouest, de Karaganda à l'ouest, du Kazakhstan-Oriental au nord-est, par la préfecture de Tacheng (Chine) au sud-est et par le kraï de l'Altaï (Russie) au nord,.
Annoncé le 8 mars 2022 par le président Kassym-Jomart Tokaïev, l'oblys d'Abay est créé le 8 juin 2022 à partir de celui du Kazakhstan-Oriental. Ses frontières correspondent à peu près à l'ancien oblys de Semipalatinsk (en), qui a fusionné avec celui du Kazakhstan-Oriental en 1997,.